# 生长和形态
《生长和形态》是苏格兰數理生物學家达西·汤普森的著作，主题为生物數學，1917年出版的第一版长达793页，1942年出版的第二版更增到1116页。